# Horní Řasnice
Horní Řasnice (jusqu'en 1949 : Bernsdorf pod Smrkem ; en allemand : Bärnsdorf an der Tafelfichte) est une commune du district et de la région de Liberec, en Tchéquie. Sa population s'élevait à 239 habitants en 2021.

## Géographie
Horní Řasnice se trouve près de la frontière avec la Pologne, à 10 km au nord-est de Frýdlant, à 25 km au nord-nord-est de Liberec et à 113 km au nord-est de Prague.
La commune est limitée au nord par la Pologne, à l'est par Jindřichovice pod Smrkem, au sud par Nové Město pod Smrkem, et à l'ouest par Dolní Řasnice et Bulovka.

## Histoire
La première mention écrite du village date de 1346.

## Administration
La commune se compose de deux quartiers :
- Horní Řasnice
- Srbská

## Transports
Par la route, Horní Řasnice se trouve à 6 km de Nové Město pod Smrkem, à 30 km de Liberec et à 139 km de Prague.